# Lapsus Band
Lapsus Band ist eine Pop-Folk-Band aus Bosnien und Herzegowina. Die Boyband wurde 2013 gegründet. Zu ihren größten Hits gehören Hendikepiran aus dem Jahr 2016 sowie die Lieder Budalo, Santa Leda und Lažo, die 2017 erschienen.

## Geschichte
Die Band, bestehend aus fünf Musikern, trat seit ihrer Gründung 2013 zunächst als Cover-Band in kleineren lokalen Clubs auf. Ende 2013 wurde der serbisch-bosniakische Sänger Dženan Lončarević auf die Band aufmerksam und bat sie, gemeinsam auf Konzerten in den Ländern des ehemaligen Jugoslawien zu spielen. Die Entdeckung Lončarevićs verhalf der Band zu größerer Beliebtheit, sodass sie in dieser Zeit ihre ersten eigenen Lieder herausbrachte.
Die ersten zwei Jahre nach ihrer Gründung wechselte die Band oft ihre Frontmänner. Die Musiker im Hintergrund blieben an ihren Positionen, doch für den Hauptgesang konnte zunächst kein passender Sänger gefunden werden. Bis 2015 waren für den Gesang mehrere Sänger zuständig, die alle aus ex-jugoslawischen Castingshows bekannt waren.
Ende 2015 wechselte die Band abermals ihren Sänger. Der aus der bosnischen Castingshow ZMBT bekannte Sänger Emir Aličković wurde neues Mitglied der Band. 2016 veröffentlichte Lapsus Band dann die Single Hendikepiran, die ein kommerzieller Erfolg wurde. In den Folgejahren brachten sie weitere Lieder in einem ähnlichen Musikstil heraus, die alle ebenfalls erfolgreich wurden.

## Auszeichnungen
Im Jahr 2017 erhielt Lapsus Band bei der Preisverleihung „Oskar popularnosti“ in Banja Luka eine Auszeichnung für die „aussichtsreichste Band des Jahres“.

## Diskografie

### Alben
- 2024: Baxuz

### Kompilationen
- 2024: Singlovi

### Singles (Auswahl)
- 2016: Horoskop (mit Cvija)
- 2016: Hendikepiran
- 2017: Santa Leda
- 2017: Lažo
- 2017: Budalo
- 2018: Foliraš
- 2019: Skote još te volim
- 2019: Voli Me (mit Ministarke)
- 2019: Pogazila
- 2020: Zena mojih snova
- 2021: Andjele
- 2021: Baxus